# Unidades Académicas Campesinas UCB
La UAC (Unidad Académica Campesina) de la Universidad Católica Boliviana "San Pablo"  es una institución de educación de Bolivia, con sedes en las localidades de Pucarani, Batallas, Tiahuanaco, Escoma y Orinoca.
Además, esta cuenta con carreras como:
1. Ingeniería Agronómica.[1]
2. Ingeniería Zootecnica.[1]
3. Medicina Veterinaria y Zootecnia.[2]
4. Licenciatura en Enfermería.[3]
5. Ingeniería Agroindustrial.[2]
6. Técnico Superior en Agroindustria.[2]
7. Agropecuaria.[4]
8. Tallado en Madera y Ebanesteria.[4]

## Historia
Las Unidades Académicas Campesinas (UAC’s) son una institución que ofrece educación superior en el área rural: Tiahucacu, Pucarani, Batallas y Escoma con el aval académico de la Universidad Católica Boliviana “San Pablo”. Fueron fundadas el 21 de febrero de 1987 para formar a jóvenes indígenas en áreas de agropecuarias, artesanías  y  salud.  
Las UAC se fundamentan en el fortalecimiento y desarrollo de la identidad cultural regional y nacional especialmente en las tareas producción elaboración y comercialización a partir de un enfoque comunitario, productivo,  de rescate y sistematización de saberes ancestrales, orientados a garantizar la seguridad alimentaria la producción agroecológica, la participación de la mujer y el desarrollo integral creando oportunidades de estudio. 

## Unidades Académicas

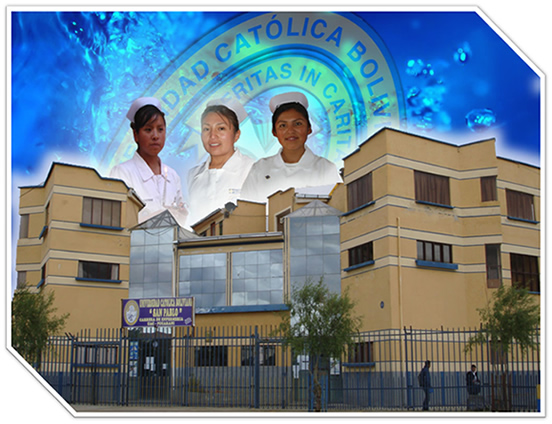
Unidad Académica de Pucarani (La Paz - Bolivia).

### UAC Pucarani
La Unidad Académica Campesina de Pucarani fue creada el 30 de marzo de 1987, contando con aproximadamente 50 estudiantes, bajo la dirección general del Padre Esteban Bertolusso.
La UAC de Pucarani inicio sus actividades por la preocupación de las parroquias rurales, los pobladores rurales carecían de formación profesional, la UAC se construyó con la participación de todos los comunaríos, padres de familia de la comunidad y autoridades políticas.

#### Carreras
- Enfermería

### UAC Batallas

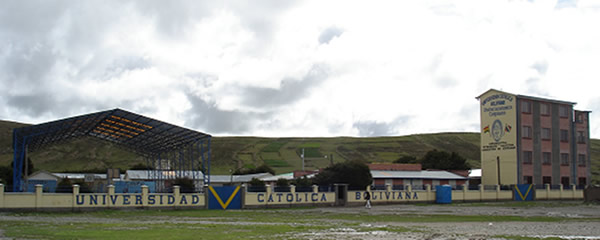
Unidad Académica de Batallas (La Paz - Bolivia).

La Unidad Académica Campesina de Batallas fue fundada el 26 de febrero de 1987 asumiendo la Dirección el P. Adam Pirozek, con el objetivo de formar profesionales en las carreras de Agroindustria y Medicina Veterinaria y Zootecnia.
En el ámbito pastoral, conforme a determinaciones establecidas en el Código de Derecho Canónico y la Constitución Apostólica del sumo pontífice Juan Pablo II sobre las Universidades Católicas, las Unidades Académicas Campesinas con sus sedes en Pucarani, Batallas, Tiahuanacu y Escoma, establecidas en esta jurisdicción eclesiástica, dependen del Obispado de la Diócesis de El Alto.

#### Carreras
- Ingeniera Agroindustrial, Técnico Superior en Agroindustria y Medicina Veterinaria y Zootecnia

### UAC Tiahuanacu

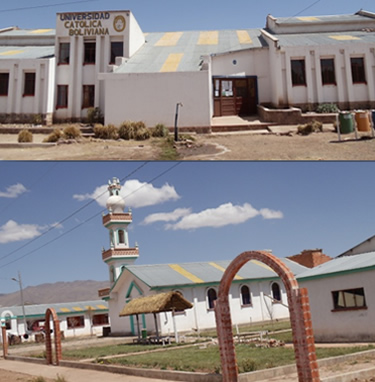
Unidad Académica de Tiahuanacu (La Paz - Bolivia).

La Unidad Académica Campesina de Tiahuanacu es creada en 1987, juntamente con las UACs de Pucarani, Batallas como un subsistema de Educación Superior de la Universidad Católica Boliviana por las autoridades eclesiásticas, párrocos del lugar, autoridades de la Universidad Católica y en presencia de miles de Campesinos concentrados en la población de Tiahuanacu, donde se planta la piedra fundamental.
La creación de la UAC-Tiahuanacu obedece a la demanda de los campesinos, que exigían para sus hijos la Educación Superior en el área Rural. Ante la falta de atención del Estado recurren ala Iglesia Católica para que pueda crear como una obra social para los jóvenes indígenas, que siempre habían sido postergados y discriminados y que vivían en la pobreza y la constante migración. 

#### Carreras
- Ingeniería Agronómica
- Ingeniería Zootécnica
- Contabilidad General
- Turismo Rural
- Agropecuaria

### UAC Escoma

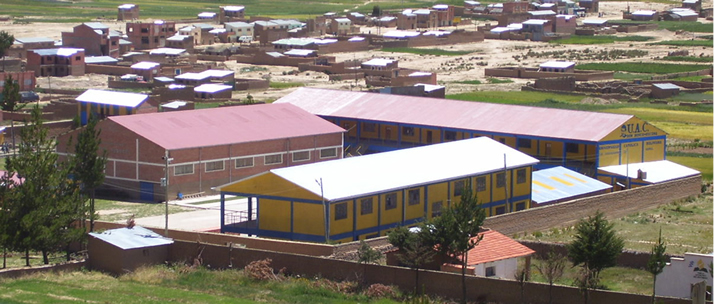
Unidad Académica de Escoma (La Paz - Bolivia).

La Unidad Académica Campesina de Escoma fue creada el 28 de febrero del año 1997, bajo un convenio interinstitucional entre la Universidad Católica Boliviana, la Diócesis de El Alto y la congregación Salesiana.
En el inicio de sus actividades, el año 1996, la carrera funciona bajo a administración de la Comunidad Salesiana de Escoma, en el siguiente año 1997 se oficializa el funcionamiento bajo el techo académico de la Universidad Católica Boliviana (UCB) y administrado por los salesianos en Escoma.
Los Certificados, Diplomas y Títulos son otorgados por la Universidad Católica Boliviana.

### Carreras
- Agropecuaria
- Tallado en Madera y Ebanesteria

## Investigación Científica

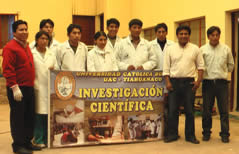
Grupo de Estudiantes y Docentes en IC.

En el proceso de desarrollo enseñanza aprendizaje, los estudiantes de las distintas Unidades Académicas, han ido desarrollando la investigación científica en los siguientes campos:
- Mejoramiento Genético de Ganado Lechero adaptado a la altura.
- Forrajes de Nativos.
- Alternativas terapéuticas (Fitoterapia, Etnoveterinaria) para la reproducción de animales.
- Hongos que infectan a los insectos plaga.
- Producción de gas metano,  abono líquido, abono sólido.
- Producción de plántulas nativas para forestación
- Cultivo de hortalizas en agua con nutrientes orgánico como BIOL.